# 不动就会死
《不动就会死》是由罗马尼亚独立游戏工作室Those Awesome Guys开发的动作解谜游戏。它于2016年1月21日在Microsoft Windows平台上发行，2019年3月5日在PlayStation 4平台上发行。

## 游戏内容
《不动就会死》是一款多人游戏，每个玩家控制一个人物，如果他们停止运动，其生命值会迅速下降，如果恢复运动，将恢复生命值。玩家需要在游戏中完成各种任务以取得胜利。